# Djougou II
Ne doit pas être confondu avec Djougou I ou Djougou III.
Djougou II est l'un des douze arrondissements de la commune de Djougou dans le département de la Donga au Bénin.

## Géographie
Djougou II est situé au centre-ouest du Bénin et compte 11 villages que sont Alfa Issa, Angaradebou, Bassala, Djakpingou, Kakabounouberi, Kparsi, Leman Bogou, Leman Mende, Nalohou, Tintim Bongo et Wargou.

## Démographie
Selon le recensement de la population de 2013 conduit par l'Institut national de la statistique et de l'analyse économique (INSAE), Djougou II compte 30 892 habitants  .